# 国鉄リ1800形貨車
国鉄リ1800形貨車（こくてつリ1800がたかしゃ）は、かつて日本国有鉄道（国鉄）およびその前身である鉄道省等に在籍した10 t積みの土運車である。

## 概要
1934年（昭和9年）8月1日に簸上鉄道（ひかみてつどう）が国有化され、簸上鉄道に在籍していた車両6両が新形式である10 t積みリ1800形（リ303 - リ308→リ1800 - リ1805）に定められ、建設事務所所属貨車として運用された。日中戦争以降新線建設は抑制された為、活躍の場は少なかったとされる。
1954年（昭和29年）に最後まで在籍した車両が廃車になり形式消滅した。